# Die Füchsin: Spur in die Vergangenheit
Spur in die Vergangenheit ist ein deutscher Fernsehfilm von Sabine Derflinger aus dem Jahr 2018. Es handelt sich um die dritte Folge der ARD-Krimireihe Die Füchsin mit Lina Wendel und Karim Chérif in den Hauptrollen.

## Handlung
Anne Fuchs hat sich mit ihrem Exmann Konrad Gelden verabredet, von dem sie hofft, Näheres über die Todesumstände ihres Kindes zu erfahren. Die Stasi hatte den Jungen 1989 in die DDR entführt und dort in ein Kinderheim gebracht, wo er zu Tode gekommen sein soll. Nachdem Fuchs seinerzeit ihren Ausstieg aus der Organisation verkündet hatte, sollte sie so für ihren „Verrat“ bestraft werden. Kaum in der Villa von Gelden angekommen, wird dieser vor ihren Augen erschossen. Der maskierte Täter zielt auch auf Fuchs, ergreift jedoch die Flucht, als Geldens Sohn Markus mit einem Gewehr erscheint und auf ihn schießt. Markus zeigt sich überrascht, als er von Anne Fuchs erfährt, dass sie mit seinem Vater verheiratet gewesen sein soll, weil dieser doch in Dessau mit seiner Mutter lebte, die 1988 an Leukämie starb. Aufgrund des Alters von Markus hält Fuchs es für möglich, dass Markus „ihr“ Florian ist. Doch ein DNA-Test fällt negativ aus, und es bleibt nur die Feststellung, dass Gelden einige Jahre ein Doppelleben mit zwei Familien führte.
Youssef El Kilali wird von Markus Gelden beauftragt, den Mörder seines Vaters zu finden. Beim Versuch, sich in den Geschäftsräumen von Gelden umzusehen, muss sich Fuchs mit Kommissar Eisner auseinandersetzten, der schon vor ihnen auf die gleiche Idee kam. Doch beide kommen zu spät, denn wichtige Unterlagen sind bereits verschwunden. Allerdings weiß Markus Gelden von einer geheimen Festplatte, auf der sein Vater wichtige Dateien gesichert hat. Kilali kann sie nachts aus dem Büro stehlen und erfährt so, dass Annes Exmann seit Jahren mit ihrem ehemaligen Führungsoffizier Ruhleben zusammen gearbeitet hat und ihm regelmäßig lukrative Aufträge der Kommunalverwaltung zukommen ließ. Fuchs vermutet, dass er dies nicht freiwillig tat, sondern von Ruhleben mit seiner Vergangenheit erpresst wurde. Doch da beide von diesem Geschäft profitierten, erkennt Fuchs darin kein Mordmotiv. Für eine Anklage wegen Erpressung und Vorteilsnahme reicht es jedoch, und so übergibt sie die gefundenen Unterlagen Kommissar Eisner. Als Ruhleben verhaftet wird, nutzt Fuchs die Gunst der Stunde und durchsucht sein Büro in der Hoffnung, Aufzeichnungen über ihren Sohn Florian zu finden. Zwar sind die offiziellen Unterlagen von der Polizei beschlagnahmt und bereits mitgenommen worden, doch Fuchs kennt die geheimen Verstecke. Tatsächlich findet sie dort eine Akte, aus der hervorgeht, dass Florian lebt. Diese Nachricht lässt sie fast zusammenbrechen. Umgehend fährt sie mit Kilali zu dem Kinderheim in Dessau, das in der Akte genannt wird. Er ist davon wenig begeistert, weil er eigentlich den Auftrag hat, einen Mörder zu finden und nicht den verlorenen Sohn seiner Geschäftspartnerin. Nachdem es den beiden gelingt, die Erzieherin ausfindig zu machen, die 1989 in dem Heim gearbeitet und Florian betreut hat, erfährt Anne Fuchs ein wenig aus Florians Zeit nach seiner Verschleppung in die DDR. Es war den Erzieherinnen schnell klar, dass der Junge nicht in der DDR aufgewachsen sein konnte, zu auffällig waren seine Worte und Vorlieben für bestimmte Nahrung und Spielsachen. Nach einem Jahr sei der Junge dann adoptiert worden. So fragen Fuchs und Kilali beim zuständigen Jugendamt nach, das 1990 nach der Wiedervereinigung auch in Dessau existierte. Auch wenn Fuchs die Namen der Adoptiveltern nicht offiziell einsehen darf, gelingt es ihr dennoch und so ist die Familie Boehm das nächste Ziel. Ute Boehm muss zugeben, dass sie es mit Florian nicht leicht hatte. Er sei häufig aggressiv gewesen und musste mit 16 seine erste Jugendstrafe antreten. Danach hätte sie Florian nie wieder gesehen.
Zurück in Köln kontaktiert Anne Fuchs Kommissar Eisner, der ihr hilft, einen Freund Florians zu finden, den dieser aus der Zeit seiner Jugendstrafe kennt. Hier sieht sie erstmals ein aktuelles Foto von Florian sowie Unterlagen, aus denen hervorgeht, dass er sich für DDR-Zwangsadoptionen interessiert hat. Offensichtlich hatte er auf diese Weise den Weg zu seinem Vater gefunden. Allerdings ergeben ihre Recherchen auch, dass sich Florian und Markus Gelden kannten, was dieser jedoch bestritten hatte. Kurz darauf wird auf die beiden Detektive geschossen, was für Fuchs den Schluss zulässt, dass Markus Gelden selber hinter dem Mord an seinem Vater stecken könnte.
Die Suche nach Florian führt Anne Fuchs zu einem Hotel, in welchem er sich versteckt hält. Sie ahnt nicht, dass sie von Kommissar Eisner überwacht wird und er den Jungen für den Mörder hält. Fuchs hat nur wenig Zeit, sich mit Florian über das Nötigste auszusprechen. Sie macht ihm dabei klar, dass er von seinem Bruder manipuliert und zu dem Mord angestiftet wurde. Wäre sie an jenem Tag nicht unverhofft in der Villa erschienen, hätte Markus seinen Bruder sehr wahrscheinlich in „Notwehr“ erschossen, was er nun nachholen wird. Während die Polizei bereits das Hotel umstellt, entdeckt Fuchs auf dem Nachbargebäude Markus Gelden mit einem Gewehr. Sie kann Florian zu Boden reißen und rettet ihrem Sohn so das Leben. Sowohl Markus als auch Florian werden von der Polizei gestellt und festgenommen. Kilali ist sich sicher, Florian mit einem guten Anwalt helfen zu können. Er wüsste schon jemanden, der ihm noch einen Gefallen schuldig wäre.

## Hintergrund
Die Dreharbeiten erfolgten vom 12. Oktober bis zum 14. November 2017 in Köln sowie in Düsseldorf und Umgebung.

## Rezeption

### Einschaltquote
Die Erstausstrahlung von Die Füchsin – Spur in die Vergangenheit am 17. Mai 2018 im Ersten erreichte 4,36 Millionen Zuschauer und einen Marktanteil von 15,3 Prozent.

### Kritik
Thomas Gehringer meinte auf tittelbach.tv: „Wendel beweist ihr Gespür für die richtige Mischung aus Härte, Coolness, Melancholie und Humor. Auch wird die Zusammenarbeit zwischen der älteren Fuchs und der Quasselstrippe Youssef enger und warmherziger. Der Krimi – mal Räuber-und-Gendarm-Spiel, mal ernsthaftes Drama – behält durch Schauplatzwechsel und originelle Nebenfiguren Abwechslung & Leichtigkeit. Der Plot ist jedoch schnell durchschaubar, und die Spannung wächst nicht gerade in den Himmel.“
Die Kritiker der Fernsehzeitschrift TV Spielfilm gaben dieser Folge den „Daumen nach oben“. Sie urteilten: „Im dritten Teil der ‚Füchsin‘-Reihe liegt der Fokus ganz auf der schicksalhaften, auch unrühmlichen Vergangenheit der ‚Kundschafterin des Friedens‘. Autor Ralf Kinder, der alle drei Drehbücher schrieb, kennt sich als Kind der DDR bestens aus mit Vokabular und Befindlichkeiten. Und weil die preisgekrönte österreichische Regisseurin Sabine Derflinger (Vorstadtweiber) wieder Gespür für feinnervige Schauspielerführung beweist und mitreißend inszeniert, lassen wir die ein, zwei Logikklopse heute ungeahndet.“ Fazit: „Packend, politisch und mit entspannendem Witz.“